# Didymops floridensis
Didymops floridensis là loài chuồn chuồn trong họ Macromiidae. Loài này được Davis mô tả khoa học đầu tiên năm 1921.